# 平田雅博
平田 雅博（ひらた まさひろ、1951年 - ）は、日本の歴史学者、青山学院大学教授。西洋史専攻。

## 来歴
青森県生まれ。1977年東京大学文学部西洋史学科卒業。83年東京都立大学大学院人文科学研究科博士課程単位修得退学。1985年愛媛大学法文学部講師、86年助教授、96年青山学院大学文学部教授。

## 著書

### 単著
- 『イギリス帝国と世界システム』晃洋書房、2000年。
- 『内なる帝国・内なる他者 在英黒人の歴史』晃洋書房、2004年。
- 『ウェールズの教育・言語・歴史 哀れな民、したたかな民』晃洋書房 2016年
- 『英語の帝国 ある島国の言語の1500年史』講談社選書メチエ 2016年
- 『黒いイギリス人の歴史 忘れられた2000年』講談社選書メチエ 2025年

### 共編著
- 北川勝彦共編 編『帝国意識の解剖学』世界思想社、1999年。
- 伊藤定良共編著 編『近代ヨーロッパを読み解く 帝国・国民国家・地域』ミネルヴァ書房〈Minerva西洋史ライブラリー〉、2008年。
- 小名康之共編 編『世界史のなかの帝国と官僚』山川出版社〈青山学院大学総合研究所叢書〉、2009年。
- 松尾精文、佐藤泉共編著 編『戦争記憶の継承 語りなおす現場から』社会評論社〈青山学院大学総合研究所研究叢書〉、2011年。

### 翻訳
- ジョン・M.マッケンジー『大英帝国のオリエンタリズム：歴史・理論・諸芸術』ミネルヴァ書房〈Minerva西洋史ライブラリー〉、2001年。
- D.キャナダイン 著、細川道久 訳『虚飾の帝国：オリエンタリズムからオーナメンタリズムへ』日本経済評論社、2004年。
- デイヴィッド・キャナダイン編著 著、岩井淳、菅原秀二、細川道久共 訳『いま歴史とは何か』ミネルヴァ書房〈Minerva歴史・文化ライブラリー〉、2005年。
- デイヴィッド・アーミテイジ 著、岩井淳、大西晴樹、井藤早織共 訳『帝国の誕生：ブリテン帝国のイデオロギー的起源』日本経済評論社、2005年。
- D.キャナダイン 著、吉田正広共 訳『イギリスの階級社会』日本経済評論社、2008年。
- D. アーミテイジ 著、岩井淳、菅原秀二、細川道久共 訳『独立宣言の世界史』ミネルヴァ書房〈Minerva歴史・文化ライブラリー〉、2012年。
- ロバート・フィリプソン 著、信澤淳、原聖、浜井祐三子、細川道久、石部尚登共 訳『言語帝国主義：英語支配と英語教育』三元社、2013年。
- デイヴィッド・アーミテイジ『思想のグローバル・ヒストリー ホッブズから独立宣言まで』山田園子,細川道久,岡本慎平共訳 法政大学出版局 叢書・ウニベルシタス 2015
- ロバート・ロス『洋服を着る近代 帝国の思惑と民族の選択』法政大学出版局 2016

## 参考
- 青山学院大学
- [ISBN 978-4-7710-1532-6]